# Profesional de la Información
Profesional de la información es una revista científica española sobre información, comunicación, bibliotecas y nuevas tecnologías de la información, que surge en 1992 con el título Information World en Español. En 1998 adoptó el título 'El Profesional de la Información', comenzando una progresiva orientación hacia artículos revisados por un comité de expertos. En mayo de 2020 la revista pasa a llamarse 'Profesional de la información', sin el artículo 'El'. La revista ha sido conocida por las siglas IWE y EPI. Está incluida en índices internacionales como los Journal Citation Reports (JCR), y Scopus (SJR) ocupando las primeras posiciones entre las revistas españolas del área.

## Historia editorial
La revista surge en 1992 como boletín mensual en castellano a imagen de la Information World Review (IWR) de la editorial oxoniense Learned Information. En 1997 la cabecera fue comprada por la editorial holandesa Swets & Zeitlinger, añadiendo como subtítulo  "La revista del profesional de la información". Cambia la numeración a la forma volumen/número, y sale el volumen 6, n.º 1-2, pasando a una periodicidad bimestral.
En enero-febrero de 1998 cambia al título de El profesional de la Información, pero se mantiene el logotipo IWE y consta como subtítulo "Information world en español". Además de continuar con noticias y reportajes, comienza a publicar artículos revisados por un comité científico (Consejo Asesor) y poco a poco la revista va siendo indizada por diversas bases de datos nacionales (Bedoc -hoy desaparecida-, Compludoc –discontinuada-, Datathéke –desaparecida-, Isoc, ReID –desaparecida- y UC3M –desaparecida-) y extranjeras (Bubl –desaparecida-, ISTA, Inspec y Lisa).
Este cambio se debe a la demanda de artículos científicos (no reportajes e informes técnicos) por parte de una gran mayoría de suscriptores, a pesar de que haya ya otras revistas con artículos en España. A partir de este momento, volumen 7, n.º 1-2, adopta un nuevo ISSN 1386-6710.
A comienzos de 1999 se abandona el subtítulo "Information world en español", pero hasta septiembre se sigue usando acompañado del logo IWE. En el año 2000 comienza a distribuirse también en línea en formato pdf. Ese mismo año la editorial que ofrece soporte a suscripciones pasa a llamarse Swets Blackwell S. L. En 2003 cambia el nombre a Swets Information Services.
Se alcanza el número 100 y 10 volúmenes en diciembre de 2001, y al año siguiente se publica una bibliografía del período 1992-2001, que en abril de 2002 será publicada por ZyLab en texto completo en un CD-rom.
A partir de 2004 EPI pasa a ser una revista de la editorial Taylor & Francis como resultado de la compra de Swets & Zeitlinger Publishers por parte de dicha editorial el 6 de noviembre de 2003. La versión electrónica se distribuye entonces a través de Metapress (Alabama, EUA) del grupo Ebsco.
A partir de 2005, previo acuerdo con la editorial Taylor & Francis, se constituye en editorial, con sede en Barcelona, que se hará cargo al completo de la revista, aunque la distribución electrónica continúa a cargo de Metapress. Parte de la gestión editorial se realiza también en Granada.
A partir de 2006 EPI comienza a ser indizada por la base de datos Social Sciences Citation Index (Web of Science), de Thomson Reuters (antiguo ISI) y por Scopus, de Elsevier.
En abril de 2007 aparece en el blog Zona de notas, incluido en la web de la revista. Es el primer blog de una publicación científica de biblioteconomía y documentación en España.
En junio de 2010 se publican los Journal Citation Reports (JCR) de 2009 de Thomson Reuters, en los que aparece por primera vez EPI con un Factor de Impacto (IF) de 0,475. En 2014 recibe el sello de calidad FECYT, en la IV convocatoria de evaluación de la calidad editorial y científica de las revistas científicas españolas de la Fundación Española para la Ciencia y la Tecnología. La revista tiene presencia activa en las principales redes sociales: desde 2008 está presente en Facebook y desde 2009 en Twitter.
En mayo de 2020, la revista pasa a llamarse 'Profesional de la información, sin el artículo El'. La abreviatura sigue siendo EPI.
El 31 de enero de 2025 se da a conocer que Félix de Moya Anegón, experto en bibliometría del Consejo Superior de Investigaciones Científicas (CSIC) vendió por cerca de un millón de euros y como su propietario la revista Profesional de la Información a la empresa OAText, apareciendo ya en Oxbridge el 1 de enero de 2024.

### Diversificación de la editorial
La editorial EPI diversifica su actividad más allá de la revista. En 2007 organiza el primer Spanish Meeting Point en la feria de la Online Information Conference (antes International Online Information Meeting) –desaparecida en 2014. Se trata de un stand que ayuda a empresas y académicos españoles a participar en el entorno internacional de la industria de la información.
Desde la redacción se promueve el think tank ThinkEPI, que elabora notas de actualidad y tendencias para la lista de correo profesional IWETEL, que posteriormente son editadas en el Anuario ThinkEPI.
En mayo de 2011 EPI-ThinkEPI organiza en Barcelona la 1ª Conferencia internacional sobre revistas de ciencias sociales y humanidades (CRECS), la cual se ha ido consolidando en ediciones de años posteriores en Valencia, Sevilla, Madrid, Murcia, Barcelona...
En noviembre de 2011 EPI inicia la colección de libros El profesional de la información, en colaboración con la Editorial UOC, dirigida por Tomàs Baiget y Javier Guallar. El primer título es "Tecnologías de la web semántica" de Juan Antonio Pastor. Se trata de una colección de bolsillo, de unas 100 páginas, escritos por especialistas, con los que se pretende llevar los conceptos de biblioteconomía, documentación y comunicación al gran público. En octubre de 2014 EPI inicia una segunda colección de libros, EPI Scholar, dirigida por Javier Guallar, de carácter científico y académico. El primer título es "Cibermetría. Midiendo el espacio red", de Enrique Orduña-Malea e Isidro F. Aguillo.